# Квинси Брил
Квинси Брил (хол. Quincy Breell, 19. април 1992) је арубански атлетичар специјалиста за скок удаљ..Као представник Арубе учесзвовао је 4 пута на Светским првенствима у атлетици: 3 пута на отвореном (2013, 2015. и 2017) и 1 у дворани 2016. Ниједном се није квалификовао у за финале. Пре него што се окренуо атлетици, био је кошаркаш.
Његови набољи резултати 7,72 м на отвореном (2015) и  7,25 м у дворани 2016. су и национални рекорди Арубе.

## Значајнији резултати
| Датум | Такмичење                                    | Место                        | Пласман | Дисциплина | Резултат   | Детаљи |
| Аруба | Аруба                                        | Аруба                        | Аруба   | Аруба      | Аруба      | Аруба  |
| ----- | -------------------------------------------- | ---------------------------- | ------- | ---------- | ---------- | ------ |
| 2011. | Central American and Caribbean Championships | Mayagüez, Puerto Rico        | 26,     | 200 м      | 23.19 s    |        |
| 2011. | Central American and Caribbean Championships | Mayagüez, Puerto Rico        | 11.     | 4x100 м    | 42.35 s    |        |
| 2011. | Central American and Caribbean Championships | Mayagüez, Puerto Rico        | 14th    | Скок удаљ  | 6.69 m     |        |
| 2013  | Светско првенство                            | Москва, Русија               | 28.     | Скок удаљ  | 7,10 м     |        |
| 2014  | South American Games                         | Santiago, Chile              | 12.     | Скок удаљ  | 6.90 m     |        |
| 2014  | Pan American Sports Festival                 | Mexico City, Mexico          | 10.     | Скок удаљ  | 7.19 m     |        |
| 2014  | Central American and Caribbean Games         | Xalapa, Mexico               | 7th     | Скок удаљ  | 7.44 m     |        |
| 2015  | South American Championships                 | Лима, Перу                   | 8.      | Скок удаљ  | 7.30 m (w) |        |
| 2015  | Pan American Games                           | Торонто, Канада              | 8.      | Скок удаљ  | 7.70 m (w) |        |
| 2015  | NACAC Championships                          | San José, Costa Rica         | 6,      | Скок удаљ  | 7.52 m (w) |        |
| 2015  | Светско првенство                            | Пекинг, Кина                 | -       | Скок удаљ  | БП         |        |
| 2016. | Светско првенство у дворани                  | Портланд, САД                | 13.     | Скок удаљ  | 7,25 м     |        |
| 2017. | Светско првенство                            | Лондон, Уједињено Краљевство | 31.     | Скок удаљ  | 6,90 м     |        |